# عبد الله توقاي
عبد الله توقاي شاعر التتار ولد بتاتارستان بتاريخ 26 أبريل 1886 وتوفيَ في 15 أبريل 1913، يعتبر من أعظم الشعراء الذين كتبوا باللغة التاتارية، ومُحيي الأدب التاتاري الحديث، استخدم اللغة التاتارية القديمة، وكان أديبا وناشرا أيضا.

## روابط خارجية
- عبد الله توقاي على موقع IMDb (الإنجليزية)